# Livia crefeldensis
Livia crefeldensis är en insektsart som beskrevs av Mink 1855. Livia crefeldensis ingår i släktet Livia och familjen rundbladloppor. Enligt den finländska rödlistan är arten nationellt utdöd i Finland. Arten är reproducerande i Sverige. Artens livsmiljö är sandstränder vid Östersjön. Inga underarter finns listade i Catalogue of Life.